# Gornji Milanovac (općina)
Općina Gornji Milanovac (srpski: Општина Горњи Милановац) je općine u Moravičkom okrugu u Šumadiji. Središte općine je grad Gornji Milanovac. Čitav kraj poznat je po imenu Takovo, a u povijesnom smislu kao kraj u kome je podignut Drugi srpski ustanak pod vodstvom Knjaza Miloša Velikog (Knez Miloš Obrenović). Po posljednjem službenom popisu stanovništva iz 2002. godine, općina Gornji Milanovac imala je 47.641 stanovnika, raspoređenih u 63 naselja.

## Nacionalni sastav
- Srbi - 46.585 (97,78%)
- Crnogorci - 170 (0,35%)
- Jugoslaveni - 111 (0,23%)
- ostali - 268 (0,56%)
- nacionalno neizjašnjeni - 192 (0,40%)
- regionalno izjašnjeni - 19 (0,03%)
- nepoznato - 296 (0,65%)

## Naseljena mjesta
Belo Polje, Beršići, Bogdanica, Boljkovci, Brajići, Brđani, Brezna, Brezovica, Brusnica, Cerova, Davidovica, Donja Crnuća, Donja Vrbava, Donji Branetići, Dragolj, Drenova, Družetići, Gojna Gora, Gornja Crnuća, Gornja Vrbava, Gornji Banjani, Gornji Branetići, Gornji Milanovac, Grabovica, Jablanica, Kalimanići, Kamenica, Klatičevo, Koštunići, Kriva Reka, Leušići, Lipovac, Ločevci, Lozanj, Ljevaja, Ljutovnica, Lunjevica, Majdan, Mutanj, Nakučani, Nevade, Ozrem, Polom, Pranjani, Prnjavor, Reljinci, Rudnik, Ručići, Semedraž, Sinoševići, Srezojevci, Svračkovci, Šarani, Šilopaj, Takovo, Teočin, Trudelj, Ugrinovci, Velereč, Varnice, Vraćevšnica, Vrnčani i Zagrađe.